# 大衛·J·史坦
大衛·J·史坦博士（Dr David J. Stang，1945年8月8日—2018年7月8日）是美國的一位心理學家及業餘動物學家。他曾一手創立ZipcodeZoo這個動物分類網站。史坦於美國紐約州蘇福克縣出生，成長於長島。他熱愛野外生活及野生動物，維基共享資源上有不少動植物圖片都是由他所拍攝。2018年，他因急性骨髓性白血病於華盛頓州離世，享年72歲。